# سیابونگا ناموث
سیابونگا ناموث (انگلیسی: Siyabonga Nomvethe؛ زادهٔ ۲ دسامبر ۱۹۷۷) یک بازیکن فوتبال اهل آفریقای جنوبی است.
وی همچنین در تیم ملی فوتبال آفریقای جنوبی بازی کرده‌است.